# Jeruzalémský islámský vakf
Jeruzalémský islámský vakf (arabsky وشؤون المسجد الأقصى دائرة أوقاف القدس‎, Dā’irat Awqāf al-Quds wa Shu’ūn al-Masjid al-Aqṣā) je Jordánskem řízený vakf, který spravuje posvátnou plošinu v Jeruzalémě, na které stojí Skalní dóm a mešita al-Aksá (v židovské tradici je oblast známá jako Chrámová hora).
Jeruzalémský islámský vakf má ředitele a osmnáctičlennou radu. Všichni jsou jmenováni Jordánskem. Od roku 2005 je ředitelem vakfu šejk Azám al-Chatíb.

## Historie
V islámském právu je vakf nezcizitelný dar (obvykle nemovitá věc), kterou určitá osoba věnovala či odkázala ve prospěch muslimské obce nebo pro charitativní účely. V právu Osmanské říše a později i v právu britské mandátní správy byl vakf chápán coby užívací právo na nemovitou věc, z něhož plynuly příjmy náboženským nadacím. Areál budov kolem jeruzalémské mešity al-Aksá byl spravován jako vakf od doby znovudobytí Jeruzaléma Saladinem v roce 1187, kdy padlo Jeruzalemské království. 
Současná podoba Jeruzalémského islámského vakfu vznikla poté, co Zajordánsko obsadilo po první arabsko-izraelské válce Západní břeh Jordánu a Východní Jeruzalém. Jordánská hašimovská dynastie si udržela kontrolu nad vakfem i poté, co Izrael začal okupoval zmíněná území po šestidenní válce v roce 1967. Izrael od té doby ale ovláda přístupové cesty k plošině.
Když Izrael v roce 1967 dobyl východní polovinu Jeruzaléma, uzavřel dohodu, která umožňuje jordánským (muslimským) náboženským autoritám, vakfu, udržet si kontrolu nad Chrámovou horou. Vakf považuje židovské modlitby (nebo jakékoli nemuslimské modlitby) v oblasti posvátné plošiny za urážku islámu, takže je dle domluvy zakázáno komukoli kromě muslimů zde recitovat modlitby.
Jeruzalémský vakf je zodpovědný za administrativní záležitosti v areálu mešity al-Aksá. Na druhé straně za náboženskou autoritu na místě odpovídá Velký muftí Jeruzaléma, jmenovaný vládou Státu Palestina.
V roce 2017 Jordánsko rozšířilo radu z 11 členů na 18. Poprvé byli do orgánu dosazeni také palestinští představitelé a náboženští vůdci.
Vakf byl často obviňován z nedbalého ničení kulturních artefaktů pod Chrámovou horou. Někteří archeologové toto jednání hlasitě kritizují jako ničení památek judaismu. Toto ve svém šetření potvrdil i izraelský nejvyšší soud.